# Votkinsk
Votka
Votkinsk (en russe : Воткинск [ˈvotkʲɪnsk]) ou Votka (en oudmourte : Вотка [ˈvotka]) est une ville d'Oudmourtie, une république de la fédération de Russie. Sa population s'élève à 98 287 habitants en 2013.

## Géographie
Située à l'ouest de l'Oural, Votkinsk est arrosée par la Votka (Вотка), un affluent droit de la Siva, qui se jette dans la Kama.
Votkinsk se trouve à 54 km au nord-est d'Ijevsk, la capitale de la république d'Oudmourtie, et 1 200 km à l'Est de Moscou.
Avec son lac, Votkinsk est entourée de forêts et de magnifiques richesses naturelles.

## Histoire
Votkinsk est fondée le 3 avril 1759 comme simple colonie liée aux entreprises métallurgiques appartenant au comte Chouvalov. Elle accède au statut de commune urbaine en 1928 puis à celui de ville en 1935.
Le barrage de Votkinsk sur la Kama, qui forme le réservoir de Votkinsk, se trouve à Tchaïkovski, à 27 km au sud de Votkinsk. Sa centrale hydroélectrique mise en service en 1961 a donné une nouvelle impulsion à l'industrie de la ville, dominée par l'entreprise Votkinski Zavod.
C'est dans cette ville russe que Piotr Ilitch Tchaïkovski, illustre compositeur naquit.

## Population
Recensements (*) ou estimations de la population
| 1897*  | 1926*  | 1931   | 1939*  | 1959*  | 1970*  |
| ------ | ------ | ------ | ------ | ------ | ------ |
| 21 000 | 19 479 | 28 200 | 38 634 | 59 666 | 74 088 |

| 1979*   | 1989*   | 2002*  | 2010*  | 2012   | 2013   |
| ------- | ------- | ------ | ------ | ------ | ------ |
| 103 509 | 103 509 | 99 441 | 99 022 | 98 628 | 98 287 |

## Économie

Vladimir Poutine visitant l'usine Votkinski Zavod en 2011 (avec un missile Topol-M à l’arrière-plan).

La principale entreprise de la ville est l'usine Votkinski Zavod (Воткинский завод (Votkinsk Machine Building Plant (en)), qui emploie [Quand ?] 13 000 personnes et fabrique :
- des missiles balistiques (Topol-M, R-30 Boulava...). L'usine Votkinsk Zavod est le principal site de production de missiles balistiques du complexe militaro-industriel de la Russie[4].
- de l'équipement industriel (matériel de forage, installations de réfrigération, machines diverses)
- des produits de consommation (électroménager, etc.).

## Jumelage
- West Jordan (États-Unis)

## Personnalité
Votkinsk est la ville natale du compositeur Tchaïkovski (né le 25 avril 1840) qui y a vécu huit ans. Sa maison natale est un musée ouvert au public depuis 1940.

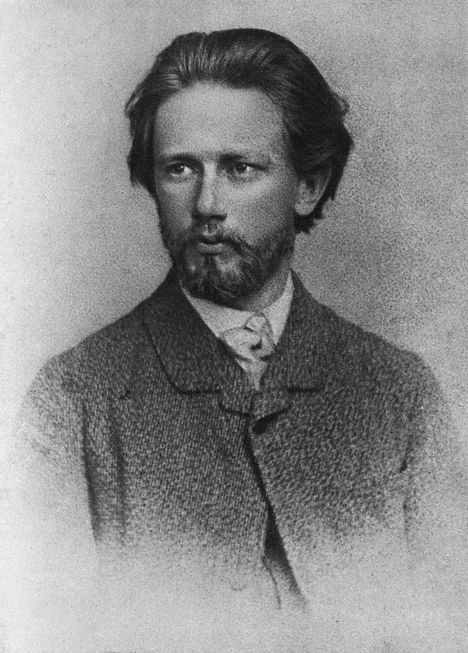
Tchaïkovski en 1870
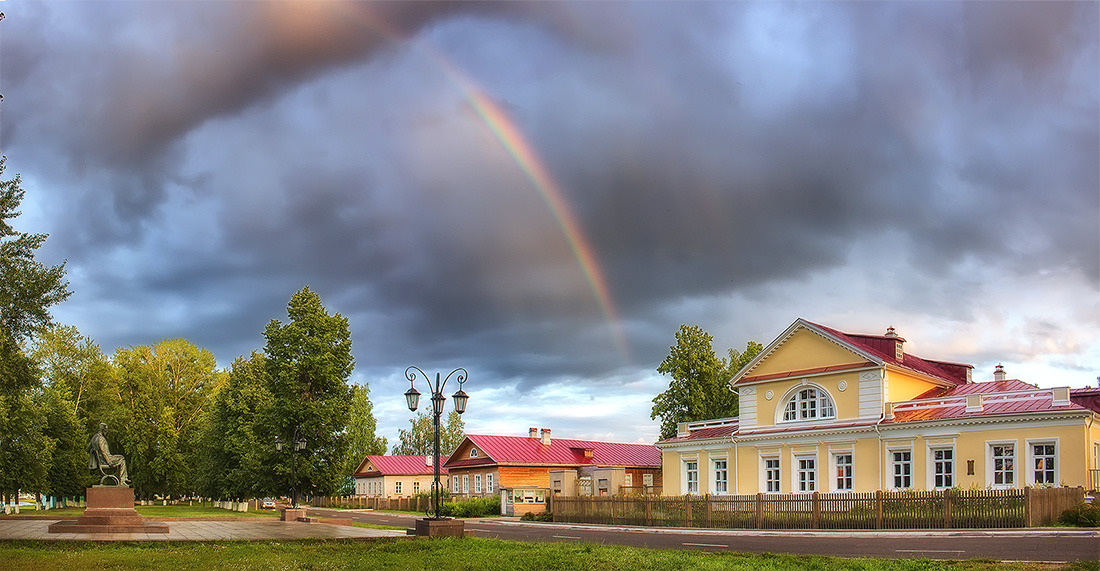
Statue et maison de naissance de Tchaikovsky
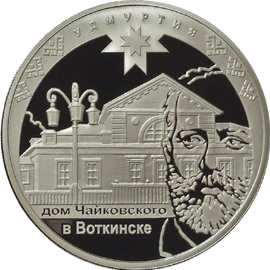
Médaille commémorative
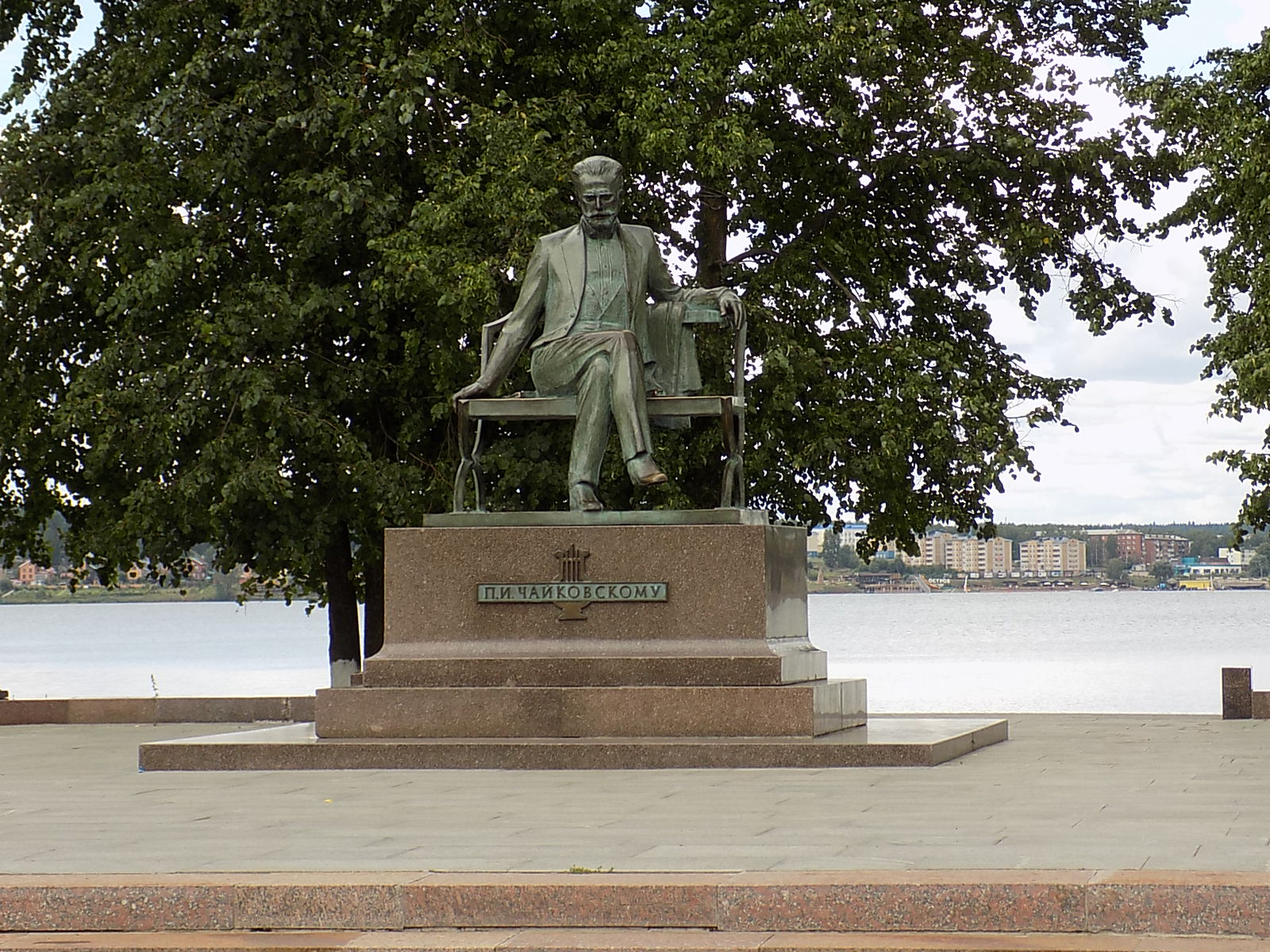
Statue de Tchaïkovski